# Baeriopsis
Baeriopsis é um género botânico pertencente à família Asteraceae.